# سه شو
سه شو یک برنامه تلویزیونی ایرانی در ژانر طنز است که از زمستان ۹۴ تا پاییز ۹۵ از شبکه سه سیما پخش شده‌است. این برنامه ترکیبی از قسمت‌های مختلفی همچون استعدادیابی خوانندگان، بخش نمایشی و گزارش‌های مردمی تشکیل شده‌است.

## اجرا
مجریان این برنامه در ابتدا سید جواد رضویان و مهران غفوریان بودند که با جدا شدن رضویان، بیژن بنفشه‌خواه جایگزین وی شد.

## بخش نمایشی
در هر قسمت آیتم‌های نمایشی مرتبط با موضوع آن قسمت پخش می‌شود، از بازیگران این بخش می‌توان به حمید لولایی، مریم سعادت، سحر زکریا، عباس جمشیدی‌فر و سروش جمشیدی اشاره کرد. پیش از این بازیگرانی همچون الیکا عبدالرزاقی و ماندانا سوری نیز در این بخش حضور داشتند.

## بخش استعدادیابی
در ابتدای این برنامه دو بخش استعدادیابی بازیگری و خوانندگی وجود داشت که بعدها بخش بازیگری آن حذف شد. داوران این بخش میثم ابراهیمی و مهدی غفوریان هستند، هرچند صعود شرکت‌کنندگان توسط آرای مردمی مشخص می‌شود.